# انجمن عشق‌ورزی مرد/پسربچه آمریکای شمالی
انجمن دوستاران رابطه مردان با پسر بچه‌ها (به انگلیسی: North American Man/Boy Love Association) گروهی در ایالات متحده آمریکا بود که با هدف قانونی کردن روابط جنسی مردان با کودکان و کمپین برای آزاد کردن متهمان (مردان) به داشتن روابط جنسی با کودکان، می‌پرداختند.
این گروه از سال ۱۹۹۰ به بعد فعالیت و گردهمایی نداشته‌است ولی در ۱۹۹۵ کاراگاهی دریافت که این گروه حدود ۱۱۰۰ عضو داشته و در سال ۲۰۰۵ بر اساس گزارش روزنامه‌ها مشخص شد که این گروه فعالیت‌های خود را در سانفرانسیسکو و نیویورک آغاز کرده‌است.
این گروه با شروع حرکت‌های هم جنس گرایان و دگر جنس خواهان، حق رابطه با کودکان را برای خود قانونی می‌دانست.